# Чемпіонат світу з боксу серед жінок 2002
ІІ Чемпіонат світу з боксу серед жінок відбувся 12 - 27 жовтня 2002 року в Анталії у Туреччині.
Бої проходили у 12 вагових категоріях. У чемпіонаті взяло участь 185 боксерок, що представляли 35 національних федерацій. Вперше взяла участь у чемпіонаті світу збірна України, яка була представлена у 12 категоріях: Світлана Мірошниченко, Тетяна Лебедєва, Вікторія Руденко, Вікторія Гудкова, Олена Терещук, Євгенія Лубенець, Саїда Гасанова, Олександра Козлан, Лариса Березенко, Ірина Корабельникова, Анжела Торська, Оксана Гуляєва.
Приз за найкращу техніку отримала Рі Йон Х'ян (Північна Корея, вагова категорія до 48 кг).

## Медалістки
| Категорія: | Золото:            | Срібло:                   | Бронза:                                       |
| до 45 кг   | Мері Ком           | Чан Сон Е                 | Дерія Актоп Світлана Мірошниченко             |
| до 48 кг   | Рі Йон Х'ян        | Тетяна Лебедєва           | Моніка Чік Кумарі Міна                        |
| до 51 кг   | Сімона Галассі     | Кім Кун Сон               | Лідія Андреєва Елеферія Палеологу             |
| до 54 кг   | Чжан Ксіян         | Марція Давіде             | Сон Бі Ха Агнеш Тапаї                         |
| до 57 кг   | Чо Пок Сун         | Генрієтте Кітел-Біркеланд | Світлана Кулакова Марія Семерцоглу            |
| до 60 кг   | Дженніфер Сміт-Огг | Ареті Мастродука          | Ана Сантос Нагуана Смоллс                     |
| до 63.5 кг | Міріам Ламар       | Ясемін Усталар            | Даніела Давід Саїда Гасанова                  |
| до 67 кг   | Ірина Синецька     | Наталі Браун              | Тіна Хансен Десі Контос                       |
| до 71 кг   | Лариса Березенко   | Івонн Рейс                | Паола Габріела Касалінуово Роксенн Лалансетте |
| до 75 кг   | Ольга Славинська   | Бетіна Карлсен            | Гуо Шуай Карамджит Каур                       |
| до 81 кг   | Анжела Торська     | Ірина Смирнова            | Дженніфер Гренон Ольга Новосьолова            |
| вище 80 кг | Марія Ковач        | Марія Яворська            | Девонн Кенеді Джиотсана Харьяна               |

## Медальний залік
| Медальний залік |                |        |        |        |       |
| Місце           | Держава        | Золото | Срібло | Бронза | Разом |
| 1               | Північна Корея | 2      | 2      | 1      | 5     |
| 2               | Україна        | 2      | 1      | 2      | 5     |
| 3               | Росія          | 1      | 1      | 3      | 5     |
| 4               | Білорусь       | 1      | 1      | 0      | 2     |
| 4               | Італія         | 1      | 1      | 0      | 2     |
| 6               | Індія          | 1      | 0      | 3      | 4     |
| 7               | Канада         | 1      | 0      | 2      | 3     |
| 7               | Угорщина       | 1      | 0      | 2      | 3     |
| 9               | КНР            | 1      | 0      | 1      | 2     |
| 10              | Франція        | 1      | 0      | 0      | 1     |
| 11              | США            | 0      | 2      | 2      | 4     |
| 12              | Греція         | 0      | 1      | 2      | 3     |
| 13              | Данія          | 0      | 1      | 1      | 2     |
| 13              | Туреччина      | 0      | 1      | 1      | 2     |
| 15              | Норвегія       | 0      | 1      | 0      | 1     |
| 16              | Аргентина      | 0      | 0      | 2      | 2     |
| 17              | Бразилія       | 0      | 0      | 1      | 1     |
| 17              | Румунія        | 0      | 0      | 1      | 1     |
| Разом           | 18 держав      | 12     | 12     | 24     | 48    |